# 報告廳

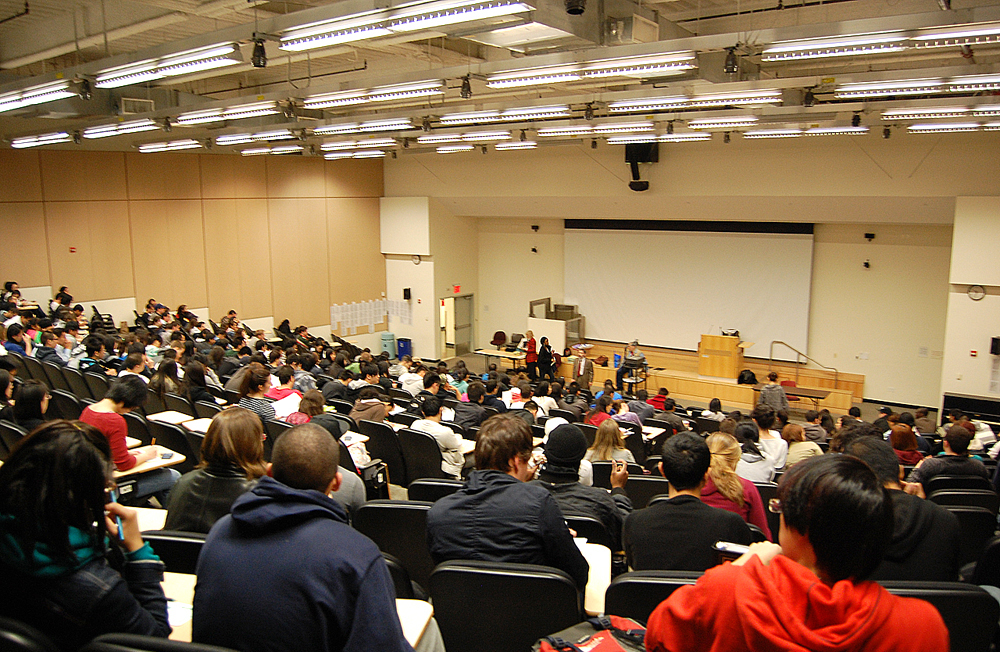
紐約市立大學柏魯克分校的報告廳

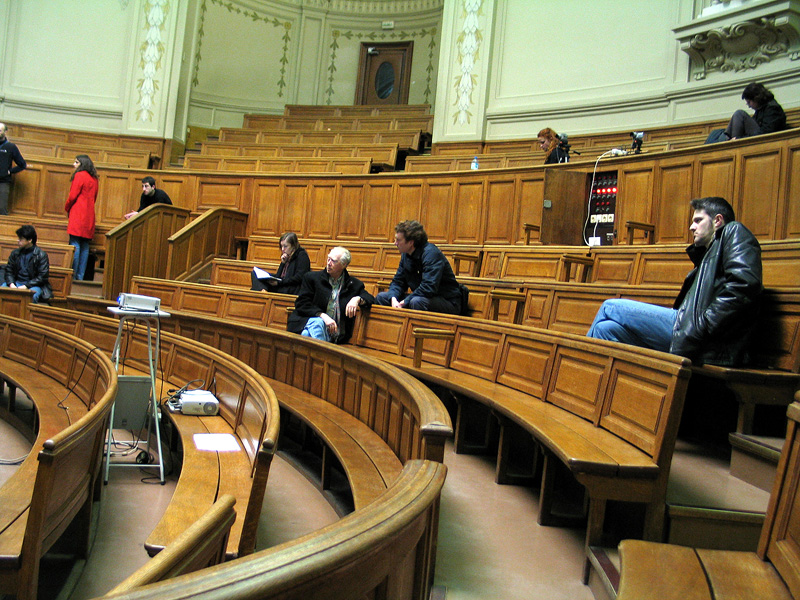
法国巴黎大学的報告廳

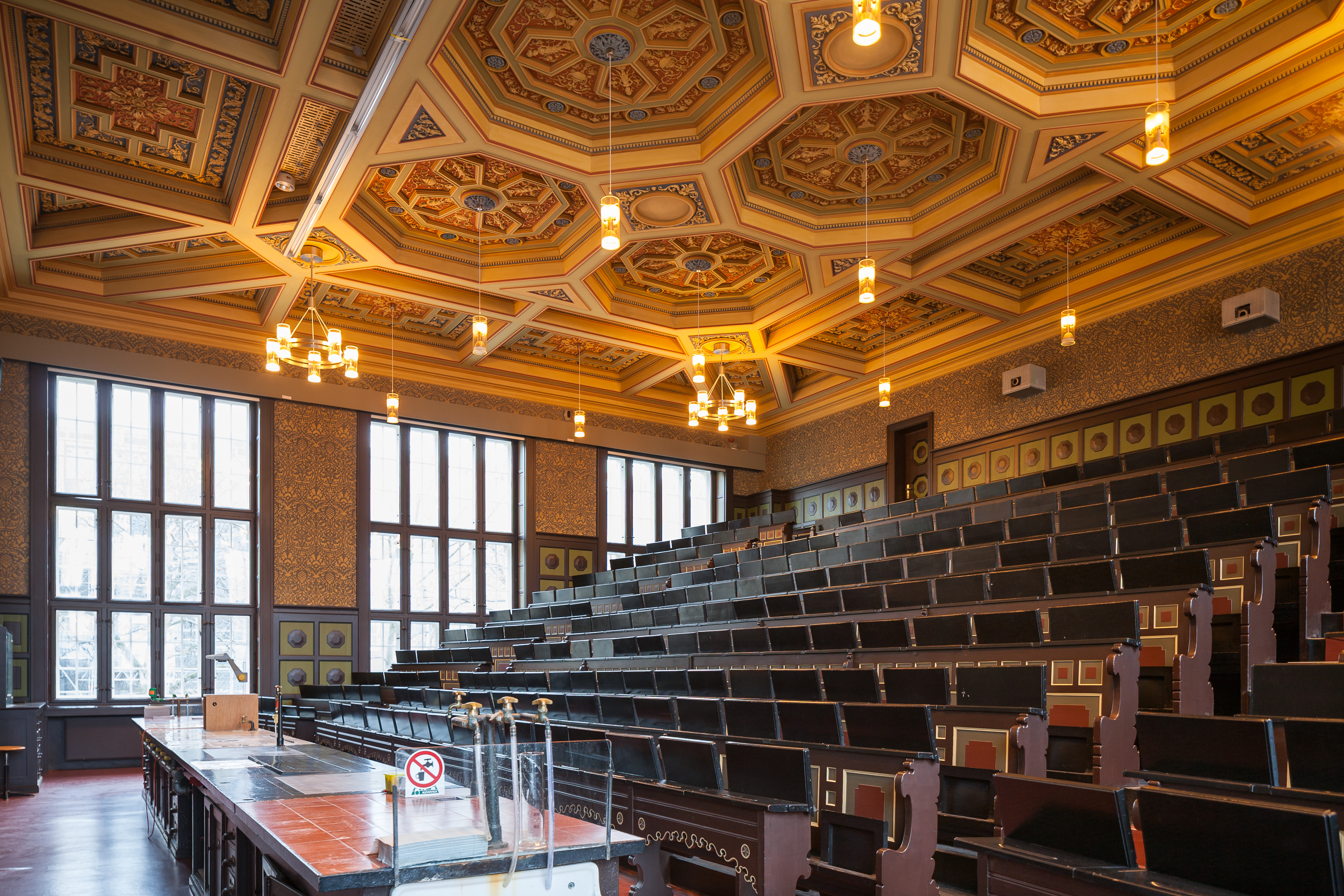
汉诺威大学的報告廳

报告厅或演讲厅是学院或大学內一个用于教学的大教室。它不像传统的通常只能容纳一到五十人的教室，報告廳通常能容納数百人。許多報告廳的地板呈倾斜狀態，因此后面的座位比前面的座位的地势要更高，這樣可以使得後座的觀眾能够看到演讲人。報告廳內還有麦克风、扬声器以及投影幕。